# Сироткин (группа)
Сироткин — группа, образованная в 2015 году Сергеем Сироткиным, приобрела известность благодаря таким песням как «Выше домов», «Планы на это лето», «Бейся сердце, время биться», «Август», «Навсегда». Музыка группы звучит в таких фильмах как: «Вторжение», «Гром: Трудное детство» и в сериалах «Чики», «Медиатор», «Мир! Дружба! Жвачка!», «Вампиры средней полосы», «Обычная женщина»,  «Алиса не может ждать»,  "Пробуждение" . Название группы стало именем нарицательным: молодые инди-группы с похожей мечтательной музыкой уже начали характеризовать по жанру как «Сироткин-поп»[1]. 

## История

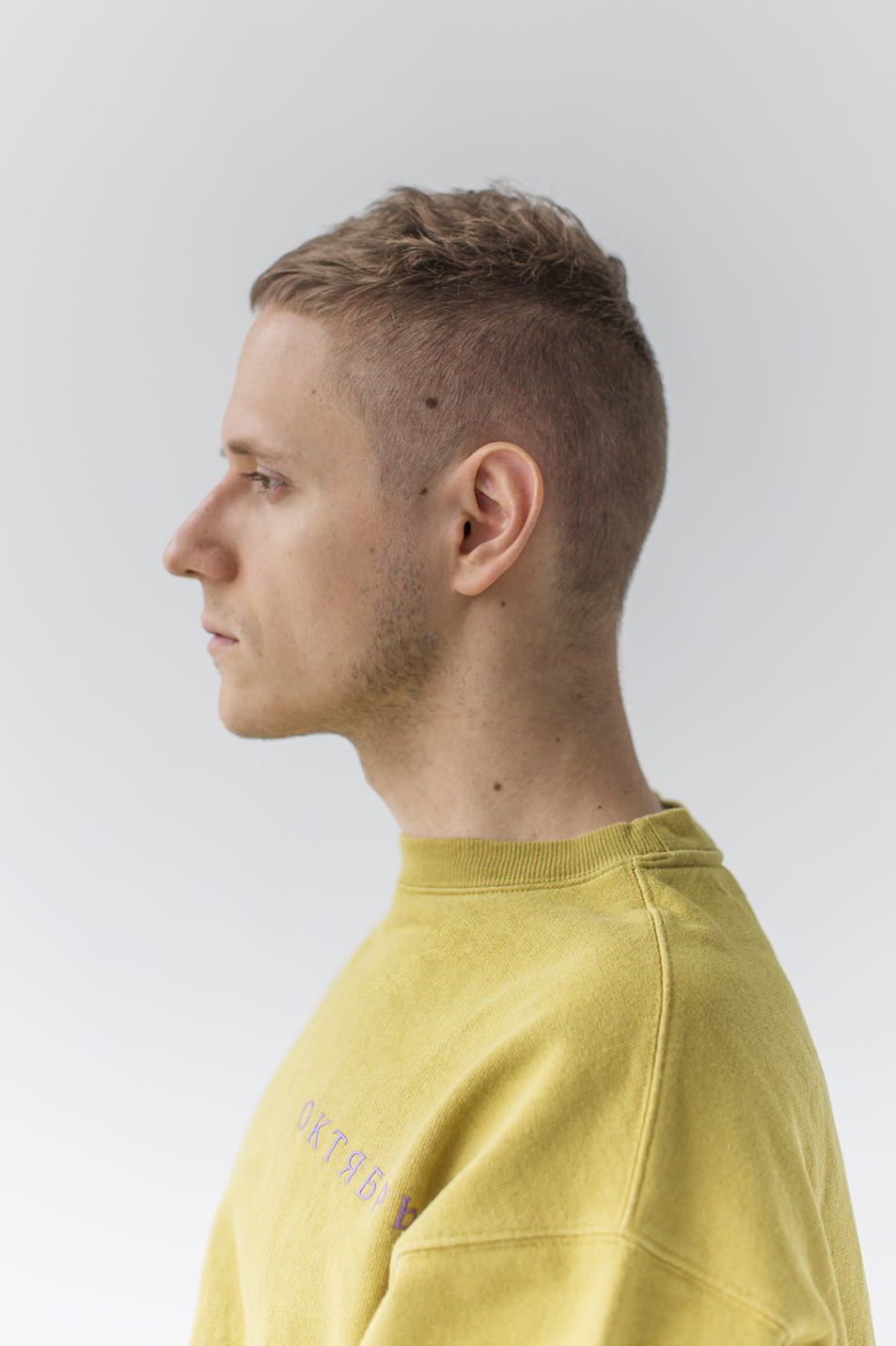
Сергей Сироткин (2019).

### 2015-2019: Challenger, Мрамор, Эхопарк
В 2015 году Сергей Сироткин основал проект «Сироткин», в котором он стал создавать свою авторскую музыку на русском языке на акустической гитаре с добавлением электронных партий. По его словам, вдохновением послужили Майкл Джексон, Nirvana и Radiohead, а также детские воспоминания, из которых брались сюжеты его текстов. Сергей занимался музыкой и ранее, и первым заметным событием стало участие его англоязычной песни «Break My Senses» в показе коллекции Гоши Рубчинского на Парижской неделе моды в 2014 году. Позднее песня превратилась в русскоязычную композицию «Бейся сердце, время биться». Вскоре к Сергею присоединился Владислав Хайдуров, который играет на клавишах и отвечает за арт-дирекшн группы.
Весной 2015 года на лейбле Kometa Music группа выпустила дебютный мини-релиз под названием Challenger, получивший положительные отзывы критиков. В ноябре 2015 года группа выпустила первый клип на англоязычную песню «Imaginary Pilot», написанную Сергеем ещё в 2012 году. В 2016 году к группе присоединился Вадим Беликов-Филиппов, бас-гитарист.
В апреле 2016 года группа «Сироткин» выпустила EP «Мрамор». Презентация пластинки прошла клубе «16 тонн». В сентябре того же года свет увидел клип на песню «Бейся сердце, время биться», придуманный и воплощенный в жизнь режиссёром Олегом Трофимом.
«Увидел в сети первый клип Серёги Сироткина „Imaginary Pilot“ и подумал, что у нас в стране есть классное инди. Написал ему: „Класс, круто. А давай что-нибудь сделаем вместе?“ Сергей ответил: „А у меня денег нет“. „А зачем тебе деньги? Давай просто сделаем и всё“. И через год мы сняли клип», — описывает историю возникновения музыкального видео и начало сотрудничества с Сироткиным Олег Трофим.

В июне 2018 года вышел третий EP группы «Эхопарк», заглавной композицией которого стала «Выше домов». Осенью того же года Сергей Сироткин получил независимую музыкальную премию «Золотая Горгулья» в номинации «Автор-исполнитель». В это же время к группе присоединились новый барабанщик Дмитрий Ерошин и гитарист Максим Макарычев, один из основателей группы On-The-Go.
В апреле 2019 года группа выпустила клип на песню «Выше домов», который стал новым плодом сотрудничества музыканта с режиссёром Олегом Трофимом. Съёмки прошли в Тбилиси с участием местных профессиональных и непрофессиональных актёров, включая Тинатин Далакишвили. Сразу после релиза группу пригласили выступить на Первом канале в шоу «Вечерний Ургант». Клип также попал на многие кинофестивали по всему миру: La Guarimba Film Festival (Италия), CLIPPED (Австралия), Berlin Music Video Awards (Германия), EnergaCAMERIMAGE (Польша) и другие.
Осенью 2019 года группа выпустила сингл «Навсегда», который Сергей впервые написал в соавторстве с гитаристом группы Максимом Макарычевым. Песня также вошла в новый мини-альбом «И сном и духом», выпущенный в марте 2020 года. «И сном и духом» получил оценку «7 из 10» от Алексея Мажаева (Intermedia): музыкальный обозреватель отметил «красивую мелодию, запоминающийся припев и сдержанные, но эмоции» первой песни «Планы на это лето», а также назвал удачным формат мини-альбома, в котором впечатление от нескольких удачных треков не испорчено десятком проходных композиций.

### 2021-2023: Добрый злой, Тень первого облака, Суперслабость
В октябре 2021 года вышел очередной мини-альбом группы «Добрый злой», вдохновлённый музыкой 1980-х годов. Автором фотографии музыкантов для обложки пластинки стал Гоша Рубчинский. Альбом издан на виниле. В мини-альбом вышло шесть треков, в том числе «Ранен», «Август» и «К водопадам». Группа показывает новый звук и называет релиз «самой неосторожной» своей пластинкой:
«Мы вдохновлялись тем временем в музыке, которое легче всего вызывает мурашки по спине, пробивает любую эмоциональную защиту у очень разных людей. Пришли к 1980-м постепенно и случайно, все началось с очень характерного рифа в песне «Август», потом стали пробовать все больше и больше приемов тех лет, и все они нас будоражили, а главное — очень подходили песням. Думаем, получился наш самый смелый и самый необдуманный альбом, не терпится его всем показать», — рассказала группа в пресс-релизе к мини-альбому.
11 ноября 2022 года группа выпустила первый полноформатный альбом «Тень первого облака», обложку для которого создала вручную художница Анна Федорова. Этот релиз звучит как ностальгия по несбывшимся советским мечтам о будущем. Вот только в новом контексте это звучание приобретает иной смысл, и треки «Сироткина» все больше погружаются в утопию. Подтверждает теорию об утопии строчка «Пусть дрожит наш дом — мы найдем еще один потом» в сингле «Дрожит наш дом». Это история о «месте, которого нет». Попытка сбежать от пугающей реальности, бросить все и найти другую, несуществующую, где гораздо спокойнее и уютнее. В песне «Дрожит наш дом» «Сироткин» поет о драконах, которые становятся главной трудностью в жизни. «В панцирях черепах» музыканты предлагают «драться на мечах», чтобы решить все конфликты. А еще они призывают «быть сильными, как лучший друг» — ведь в детстве это всегда самый идеальный человек. Альбом издан на виниле.
1 января 2023 года состоялся релиз сингла «Кто у меня дома». Композиция стала заглавной темой третьего полнометражного фильма Олега Трофима — «Гром: Трудное детство».

В сентябре 2023 года Сергей Сироткин снялся на обложке журнала Forbes Life вместе с музыкантом Антохой МС, представляя новую музыкальную сцену в России. В интервью журналу Сергей рассказал о сотрудничестве с Feduk над треком «Никто не любит быть один» и о работе над саундтреками к сериалу «Алиса не может ждать», фильму «Гром: Трудное детство» и шоу Александра Гудкова «Подземелье Чикен Карри».
«... в целом в последнее время я почему-то смотрю на музыку более просто, уже не хочется писать каждую песню как последнюю, чтобы в нее поместилось очень много смысла и какой-то эмоциональной наполненности. Хочется, чтобы песня была просто песней и переносила тебя туда, где тебе хочется быть в этот момент», — Сергей Сироткин в интервью журналу Forbes Life.
27 октября 2023 года группа выпустила мини-альбом «Суперслабость», в который вошло пять треков: уже знакомые слушателям «Тигры в темных очках» и коллаборация с Feduk, сингл «Не отвечай мне» с зашкаливающими эмоциями и первым в истории группы использованием женского вокала, композиция «Кепки козырьками назад» с размышлениями о природе вещей и своем месте в мире, а также трек «Станем волнами» с переменчивым настроением.
Сергей Сироткин в 2023 вошёл в список 100 лидеров Москвы, влияющих на креативные индустрии в своих областях (выбран в категории “Музыка” вместе с Владимиром Спиваковым, Леонидом Агутиным, Антоном Беляевым, Максимом Фадеевым и другими).

### 2024: год синглов

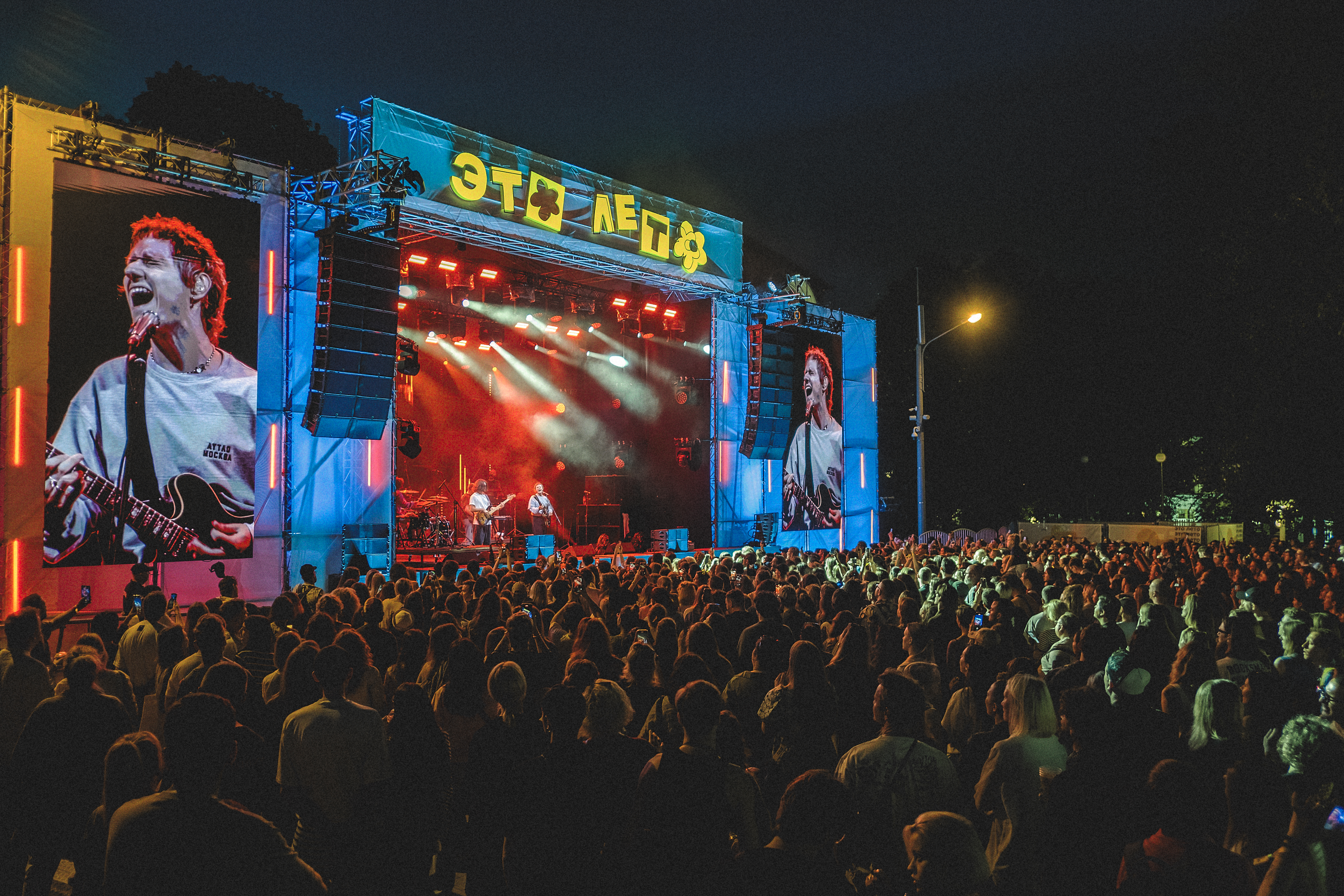
Группа «Сироткин» хедлайнер на фестивале «Это лето», 2024 Москва

19 апреля 2024 группа Сироткин выпустила новую песню «Карман Весны».
1 июня 2024 года группа выпустила клип «Добрый злой», который стал завершающей работой триптиха, посвященного теме трудностей подросткового возраста, который создавался группой и режиссёром Олегом Трофимом на протяжении шести лет. Над производством клипа работала команда FMT.JETLAG, известная своими клипами для российских и зарубежных артистов. Клип вышел при информационной поддержке медиа Кинопоиска. Съемки клипа проходили осенью 2021 года в Москве в течение семи дней. На сменах было задействовано более 100 актеров и волонтёров. Мультипликационная часть клипа создана компанией «Honk Fu» с использованием микса трёхмерной анимации и искусственного интеллекта. Работа неслучайно вышла 1 июня, в День защиты детей. Этим клипом группа обращает внимание на проблемы безнадзорности подростков и тех последствий, с которыми они могут столкнуться, когда рядом нет близкого взрослого. В рамках премьеры клипа музыканты призвали поддержать благотворительный фонд «Шалаш», который работает с трудным поведением у детей и подростков и поддерживает взрослых в их ежедневной заботе о детях.
19 июля 2024 вышел первый макси-сингл группы Сироткин «В первый раз». В нем содержится 2 трека: фит с SODA LUV и специальная версия песни, которая написана специально для фильма «Майор Гром: Игра». Впервые группа представила новый сингл сразу в двух версиях: неожиданном фите с SODA LUV с куплетами в духе 80-х и взрывными рок-припевами, и в трогательной акустической версии, записанной специально для фильма «Майор Гром: Игра». Две версии песни по-разному раскрывают тему новых незнакомых чувств в жизни человека. Первый куплет и припев родился из главной фразы “всё бывает в первый раз”, было легко выстроить вокруг неё остальное. Текст Влада (SODA LUV) добавил песне классные романтичные образы и эмоциональный вайб. В итоге трек получился настолько мощным, что в последний день работы во время сведения, прямо во двор возле музыкальной студии ударила молния, выбила пробки и на пол дня сломала весь интернет.
1 ноября 2024 года вышла совместная работа группы Сироткин и певицы Marytale «Эти цветы никогда не умрут». Эта необычная коллаборация стала возможной благодаря проекту VK Трамплин – специальной программе поддержки молодых музыкантов от VK Музыки.
В том же месяце, 29 ноября 2024, группа выпустила еще один трек «Ходячие несчастья». Сингл получился лиричным и задумчивым, все в духе главных хитов «Сироткина». Но музыканты признаются, что это пока один из самых сильных их треков и называют «Ходячие несчастья» своей самой личной и эмоциональной песней. Текст довольно абстрактный, наполненный символами, явно невеселый, но все-таки дающий надежду на светлое будущее. На слова музыкантов вдохновила не только сама жизнь, но и другие художественные образы. В частности, те, что были использованы в фильмах «Куда приводят мечты» Винсента Уорда и «Стальная хватка» Шона Дуркина.

9 декабря 2024 группа получила премию журнала Сноб «Сделано в России» за альбом «Суперслабость»:
«Когда мы пишем песни, мы очень редко думаем о том, что можем получить премии за них», — сказал, получая статуэтку, Сергей Сироткин. — «Иначе мы вряд ли назвали бы альбом “Суперслабость”, а последний сингл “Ходячие несчастья”. Назвали бы их “Мегамощь” или “Неудержимый триумф”. Мы подумаем над этим в будущем. А сейчас нам, конечно, очень приятно. Спасибо, что отметили и наградили. Спасибо, что слушаете нас».
20 декабря 2024 года группа выпустила свою первую новогоднюю песню «Усталый праздник», которую написали случайно под влиянием окружающей предновогодней обстановки.

## Благотворительная деятельность
- В 2023 году лидер группы Сергей Сироткин стал ведущим шоу о добрых делах «Источник», в роли ведущего провел 23 выпуска шоу о благотворительности, взаимопомощи и социальных проектах.[45]
- В июне 2024 группа совместно с «ВкусВилл» выпустила линию готовых завтраков, часть средств с продажи совместной линейки направлена благотворительному фонду «Детские деревни SOS», оказывающему помощь детям сиротам.[46]
- В 2024 году все участники группы стали попечителями фонда помощи бездомным животным «Лапа Дружбы»[47], созданном в 2017 году.
- 1 июня 2024, в День защиты детей, группа при поддержке Кинопоиска (Яндекс) и благотворительного фонда «Шалаш» [48] выпустила клип  Добрый злой, чтобы подсветить проблемы воспитания детей и взаимопонимания между детьми и родителями.

## Участники
- Сергей Сироткин — гитара, автор, вокал
- Владислав Хайдуров — клавиши, бэк-вокал
- Вадим Беликов-Филиппов — бас-гитара
- Дмитрий Ерошин — ударные
- Максим Макарычев — гитара, бэк-вокал

## Дискография

### Мини-альбомы
- 2015 — Challenger
- 2016 — «Мрамор»
- 2018 — «Эхопарк»
- 2020 — «И сном и духом»
- 2021 — «Добрый злой»
- 2023 — «Суперслабость»

### Альбомы
- 2022 — «Тень первого облака»

### Синглы
- 2019 — «Навсегда»
- 2020 — «Не дано»
- 2021 — «Август»[49]
- 2022 — «Белый Делореан»
- 2023 — «Кто у меня дома»
- 2023 — «Тигры в тёмных очках»
- 2023 — «Никто не любит быть один» (feat. FEDUK)
- 2024 — «Карман весны»
- 2024 — «В первый раз» (feat. SODA LUV)
- 2024 — «Эти цветы никогда не умрут» (feat. Marytale)
- 2024 — «Ходячие несчастья»
- 2024 — «Усталый праздник»
- 2025 — «Эту песню сделал ты»
- 2025 — «Лучший город на земле»

## Награды и номинации
- 2015 — Jagermeister Indie Awards — Гран-при «Young Blood»
- 2017 — Jager Music Awards — номинация «Лучшее видео»
- 2018 — «Золотая Горгулья» — приз «Лучший автор-исполнитель»
- 2023 — 100 Most Creative Russians — категория «Музыка»[50]
- 2024 — Сноб «Сделано в России» — мини-альбом «Суперслабость»[43]

## Видеоклипы
- 2015 —  Imaginary Pilot
- 2017 —  Бейся Сердце, Время Биться
- 2019 —  Выше Домов
- 2024 —  Под Дождем Звезд
- 2024 —  Никто не любит быть один
- 2024 —  Добрый злой